# Malaya Drew
Malaya Rivera Drew (geb. 6. Februar 1978 in Washington, D.C.) ist eine US-amerikanische Theater-, Film- und Fernsehschauspielerin, die bekannt ist für die Darstellung der Adele Channing in der Fernsehserie The L Word (2008) und für die Darstellung der Katey Alvaro in der NBC-Langzeitserie ER (2006–2007). Sie hatte wiederkehrende Rollen in Entourage (2005) und Las Vegas (2006–2007).

## Kindheit und Jugend
Drew wurde in Washington, D.C. geboren. Sie hat zwei Brüder und ihre Eltern sind Anwälte. Sie besuchte das Middlebury College, an dem sie Englisch Literatur and Spanisch studierte. Nach ihrem Abschluss zog sie nach London und besuchte die London Academy of Music and Dramatic Art. Sie verließ die Schule ein Semester vorzeitig, als sie für die Weltpremiere von Neil LaButes The Distance From Here am Almeida Theatre besetzt wurde, in dem David Leveaux Regie führte (2002).

## Karriere
Drew spielte in Fernsehserien wie Law and Order: SVU (2003) und CSI: Miami (2004). Bei CSI spielte sie eine Figur, die ursprünglich Colleen Mitchell heißen sollte. Nachdem Drew besetzt wurde, wurde der Charaktername zu  Colleen Mendoza geändert, der zu Drews Herkunft passte. Sie spielte an der Seite von Peter Coyote und Rachel Nichols die Rolle der Angelica Sandoval in The Inside, aber die Serie wurde nie ausgestrahlt.
2005 spielte sie in der HBO-Serie Entourage und von 2006 bis 2007 war sie an der Seite von James Lesure, Josh Duhamel and James Caan in der NBC-Serie Las Vegas zu sehen, in der sie ein Mitglied des Montecito Casino Teams spielte. Während sie noch an Las Vegas arbeitete, wurde sie für ER gecastet. Hier spielte sie in der elften und zwölften Staffel die Rolle der neuen Medizinstudentin Katey Alvaro, die ihre Ausbildung in der Notaufnahme machte und eine Affäre mit einem Doktor hatte, der von Shane West gespielt wurde.
2008 spielte sie in der fünften Staffel von The L Word Adele Channing. Die Figur war Eve Harrington nachempfunden, die in Alles über Eva (1950) von Bette Davis gespielt wird. 2013 spielte sie die Hexe Jane-Anne Deveraux, die von ihrem Hexenzirkel als Märtyrerin gefeiert wird, in der CW-Series The Originals, die ein Spin-off der CW-Serie The Vampire Diaries ist.

## Privatleben
Drew ist mit dem Drehbuchautor David Kline verheiratet. Das Paar lebt in Los Angeles.

## In den Medien
2008 wurde Drew von der Maxim auf Platz 19 der „100 Hottest Girls of Entourage“ gewählt. 2009 wurde sie auf Platz 2 der „Hottest Doctor’s of All Time“ von ER gewählt.

## Filmografie
- 2003: Law & Order: New York (Fernsehserie, Folge 4x17 Der Lamerly Clan)
- 2004: CSI: Miami (Fernsehserie, Folge 3x09 Piraten)
- 2005: Entourage (Fernsehserie, 2 Folgen)
- 2006: The Inside (Fernsehserie, Folge 1x12)
- 2006–2007: Las Vegas (Fernsehserie, 6 Folgen)
- 2006–2007: Emergency Room – Die Notaufnahme (ER, Fernsehserie, 11 Folgen)
- 2008: The L Word – Wenn Frauen Frauen lieben (The L Word, Fernsehserie, 11 Folgen)
- 2008: Life (Fernsehserie, Folge 2x10 Halbblut)
- 2010: True Blue (Fernsehfilm)
- 2011: American Horror Story (Fernsehserie, 2 Folgen)
- 2013: Vampire Diaries (The Vampire Diaries, Fernsehserie, Folge 4x20 Stadt der Vampire)
- 2013: The Glades (Fernsehserie, Folge 4x02)
- 2013: Here Comes the Night
- 2013: The Originals (Fernsehserie, 2 Folgen)
- 2014: Girltrash: All Night Long
- 2014: Audrey
- 2014: Married (Fernsehserie, Folge 1x09)
- 2014: Galyntine (Fernsehfilm)
- 2017: Three Billboards Outside Ebbing, Missouri
- 2018: Atlanta Medical (The Resident, Fernsehserie, Folge 2x04)
- 2019: Charmed (Fernsehserie, Folge 1x12)
- 2019: Crypto – Angst ist die härteste Währung (Crypto)
- 2019: Mayans M.C. (Fernsehserie, 5 Folgen)
- 2019: S.W.A.T. (Fernsehserie, Folge 3x09)
- 2021: All Rise – Die Richterin (All Rise, Fernsehserie, Folge 2x15)
- seit 2021: Good Trouble (Fernsehserie)
- 2022: Fatal Fandom (Fernsehfilm)